# Il Gioco della Bibbia
Il Gioco della Bibbia (The Bible Game) è un videogioco party ambientato nel folklore cristiano dell'Antico Testamento sviluppato da Mass Media e pubblicato dalla Crave Entertainment per PlayStation 2, Xbox e GameBoy Advance.
La versione PlayStation 2/Xbox presenta una localizzazione italiana, dove il conduttore è doppiato da Luca Sandri.

## Modalità di gioco

### Versione GBA
La versione GBA permette al giocatore di vestire i panni di un ragazzino o di una ragazzina a sua scelta, i quali dovranno esplorare diverse mappe, ambientate in un piano isometrico, alla ricerca dell'Armatura di Dio, che li proteggerà dai cosiddetti "ingannatori". La Terra, infatti, è stata invasa dai demoni che vogliono schiavizzare l'umanità e portarli a commettere peccato. Quando il giocatore ne trova uno, deve colpirlo con la sua Bibbia, per poi rispondere a un quiz riguardante la Bibbia stessa. Se il giocatore risponde correttamente a un numero sufficiente di domande, otterrà un pezzo della chiave, requisito per raggiungere la chiesa e finire il livello.

### Versione PS2 e Xbox
Nelle versioni per PlayStation 2 e Xbox, il giocatore impersona uno dei sei personaggi presenti del gioco, quattro dei quali parteciperanno a un quiz show condotto da un certo Justin Warren.
Ogni partita è composta da varie manche, ognuna delle quali presenta un tavoliere di diverse caselle, ciascuna con un proprio punteggio. Una volta che il giocatore ferma la selezione casuale delle caselle, potrebbe succedere uno dei seguenti esiti:
- Ira di Dio: il giocatore perde tutti i punti ottenuti finora nella manche attuale.
- Fare agli Altri: il giocatore dovrà, attraverso una selezione casuale scelta dal computer, passare la mano a un altro giocatore o addirittura donargli dei punti.
- Comandamento: il giocatore ottiene 100 punti dal "Cielo" (ovvero dal nulla), da tutti i giocatori o dal leader del match.
- Jackpot: viene tirato un dado a sei facce, che però ne mostra solo quattro. Una è il jackpot, mentre le altre tre rappresentano la sopra citata Ira di Dio.
- Domanda sul Vecchio Testamento: l'intero gruppo è chiamato a rispondere a una domanda quiz, alla quale risponderanno premendo uno dei quattro tasti azione (croce, cerchio, quadrato e triangolo per la PlayStation 2, o X, Y, A e B per la Xbox). Quelli che risponderanno correttamente otterranno punti in base alla velocità nella quale rispondono.
- Sfida: i quattro giocatori saranno chiamati a disputarsi i punti in uno dei vari minigiochi (vedi sotto).

Una volta terminata l'ultima manche, i giocatori entreranno nella modalità Grazia di Dio, dove i giocatori che si trovano in una posizione diversa dalla prima selezioneranno, uno dopo l'altro, i frutti sull'albero in modo da ottenere una tantum di punti. Una di queste è la mela con il serpente, la quale azzera tutti i punti ottenuti nella manche finale e termina il suo turno nella modalità. Finita anche la Grazia di Dio, vince il giocatore che possiede il punteggio più alto nella partita.

#### Minigiochi presenti
Questi sono alcuni dei minigiochi presenti nelle versioni per PlayStation 2 e Xbox:
- Mar Rosso
- La Fossa dei Leoni
- La Torre di Babele
- Salto di Fede
- L'Arca di Noé
- Scala di Giacobbe
- La balena di Giona
- Il Puzzle della Terra Santa
- Davide e Golia

## Accoglienza
| Testata                          | Versione | Giudizio |
| -------------------------------- | -------- | -------- |
| Metacritic (media al 30-01-2020) | GBA      | 35/100   |
| Metacritic (media al 30-01-2020) | PS2      | 53/100   |
| Metacritic (media al 30-01-2020) | Xbox     | 60/100   |
| Eurogamer                        | PS2      | 5/10     |
| GamesMaster                      | PS2      | 49%      |
| GameSpot                         | PS2      | 5.4/10   |
| GameSpot                         | Xbox     | 5.4/10   |
| IGN                              | GBA      | 3.5/10   |
| IGN                              | PS2      | 6.5/10   |
| IGN                              | Xbox     | 6.5/10   |
| OPM (UK)                         | PS2      | 4/10     |
| PSM3                             | PS2      | 43%      |
| TeamXbox                         | Xbox     | 6.1/10   |
| X-Play                           | Xbox     | [ 12 ]   |
| CiN Weekly                       | PS2      | 78/100   |
| CiN Weekly                       | Xbox     | 78/100   |

Stando alle recensioni aggregate sul sito web Metacritic, le versioni per PlayStation 2 e Xbox hanno ricevuto un'accoglienza "mista", mentre quella per Game Boy Advance ne ha ricevuta una "sfavorevole".